# Kamenický Šenov
Kamenický Šenov (en allemand : Steinschönau) est une ville du district de Česká Lípa, dans la région de Liberec, en République tchèque. Sa population s'élevait à 3 811 habitants en 2025.

## Géographie
Kamenický Šenov se trouve à 12 km au nord-ouest de Česká Lípa, à 41 km à l'est de Liberec et à 76 km au nord-nord-est de Prague.
La commune est limitée par Prysk au nord, par Okrouhlá et Skalice u České Lípy à l'est, par Slunečná au sud, et par Nový Oldřichov et Česká Kamenice à l'ouest.

## Histoire
La première mention écrite de la localité date de 1352.

## Transports
Par la route, Kamenický Šenov se trouve à 5 km de Česká Kamenice, à 8 km de Nový Bor, à 13 km de Česká Lípa, à 49 km de Liberec et à 107 km de Prague.